# Hyperolius tanneri
Espèce
Synonymes
- Hyperolius tannerorum Schiøtz, 1982

Statut de conservation UICN

 CR B1ab(iii)+2ab(iii) : 
En danger critique
Hyperolius tanneri est une espèce d'amphibiens de la famille des Hyperoliidae.

## Répartition
Cette espèce est endémique de Tanzanie. Elle se rencontre à environ 1 410 m d'altitude dans les monts Usambara occidentaux,.

## Taxinomie
L'UICN préfère le nom Hyperolius tannerorum. 

## Étymologie
Cette espèce est nommée en l'honneur de Lucie et John Tanner.

## Publication originale
- Schiøtz, 1982 : Two new Hyperolius (Anura) from Tanzania. Steenstrupia, København, vol. 8, p. 269-276.